# Marco Liefke
Marco Liefke (ur. 15 lipca 1974 w Schwerinie) – niemiecki siatkarz, grający na pozycji atakującego, 225-krotny reprezentant Niemiec. 2-krotny mistrz Niemiec, 4-krotny zdobywca Pucharu Niemiec, 1-krotny mistrz Belgii i zdobywca pucharu tego kraju. Wychowanek TZ Schwerin. Ponadto zawodnik: Moerser S.C. (Niemcy), Noliko Maaseik (Belgia), SCC Berlin (Niemcy), Saleto d'Amare Taviano (Włochy), Jadaru Sport Radom (Polska) i Generali Haching (Niemcy).

## Kariera w piłce siatkowej
Piłkę siatkową zaczął trenować w wieku 9 lat, ponieważ jeden z trenerów zaprosił go na treningi. Młodym sportowcem, wyróżniającym się warunkami fizycznymi, zainteresowani byli również szkoleniowcy innych sportów. Jako czternastolatek został graczem TZ-u Schwerin (Szkoły Mistrzostwa Sportowego).
Jako nastolatek zadebiutował w 1. Bundeslidze. Po zdaniu matury, jego zespół spadł do niższej ligi. Zawodnik otrzymał propozycję gry od kilku klubów. Ostatecznie zdecydował się na grę w drużynie zdobywcy Pucharu CEV, Moerser S.C., którą reprezentował przez 5 lat. Później przeszedł do Noliko Maaseik, a następnie do SCC Berlin, gdzie pełnił rolę kapitana. Barwy berlińskiego zespołu bronił do 2006. W sezonie 2006/07 występował w Saleto d’Amare Taviano, grającym w Serii A-2. Ze swoją drużyną uplasował się na 10. miejscu, a sam został wyróżniony jako najskuteczniejszy zawodnik tych rozgrywek. Przez kolejny rok był graczem Jadaru Radom, z którym zmagania w Polskiej Lidze Siatkówki zakończył na 8. miejscu.
W reprezentacji kraju występował w latach 1993–1904 i rozegrał w niej 225 meczów. Jest czwarty pod względem ilości rozegranych spotkań w drużynie niemieckiej. Ze względu na problemy z arytmią serca, w 2002 planował zakończyć karierę sportową. Po udanej operacji przeprowadzonej w listopadzie 2002 wrócił do gry, zdobywają Puchar Niemiec w 2003.

## Życie prywatne
Urodził się 15 lipca 1974 roku w Schwerinie. Ma słowiańskie korzenie, gdyż jego prababka pochodziła z Ukrainy. Przez 6,5 roku był żołnierzem (do 2005). Został odznaczony stopniem stabunteroffizier.